# Hedley Bull
Hedley Bull (10 de junio de 1932 – 18 de mayo de 1985) fue un filósofo político y teórico de las relaciones internacionales de origen australiano.

## Biografía
Nació en Sídney en 1932 y estudió Historia y Filosofía en la Universidad Nacional Australiana. Posteriormente ampliaría estudios en la London School of Economics, en Harvard y en Princeton. Entre los compañeros que tuvo durante su formación intelectual destacan Henry Kissinger, Thomas C. Schelling, Richard A. Falk y Johan Galtung. En 1965 fue nombrado director de la Unidad de Investigación sobre el Control de Armamentos y Desarme del Foreign Office del Gobierno laborista británico, lo cual tendría una notoria repercusión en sus reflexiones. Dos años después renunciaría a tal distinguida dirección para aceptar una cátedra en la Universidad Nacional Australiana, cargo que compatibilizó con la docencia en las universidades de Jawarhalal de Nueva Delhi y en la London School of Economics. En el año 1977 se lo nombró Catedrático Montague Burton de Relaciones Internacionales de la Universidad de Oxford, institución a la que estaría ligado hasta su prematura muerte.

## Pensamiento
Hedley Bull es un referente en el campo de las relaciones internacionales así como un valedor contemporáneo de Hugo Grocio, cuyo pensamiento político adaptó magistralmente durante la Guerra Fría. Defendió el estudio de la historia de la filosofía y la necesidad de precisión conceptual como elementos privilegiados e irreductibles frente a las entonces nacientes “ciencias de la política”. La aversión por la superficialidad de dichas disciplinas le llevó en su momento a polemizar con Morton Kaplan. También mostró un destacado interés por las revueltas de los países del tercer mundo dirigidas contra Occidente y negó rotundamente la unidad espiritual del género humano postulada tanto desde el ecumenismo cristiano como desde el cosmopolitismo kantiano. Asimismo, Bull está considerado como el gran seguidor de Martin Wight dentro de la llamada Escuela Inglesa de las Relaciones Internacionales.
Pese a su distinguido magisterio, Bull ha sido muy criticado por minusvalorar la influencia de los procesos económicos en sus estudios de política internacional, los cuales, no obstante, han tenido una notable aceptación entre autores afines al realismo político.

## Obras
- The control of the arms race: Disarmament and arms control in the missile age. 1965.
- Strategic studies and its critics. 1967.
- The Anarchical Society. A Study of Order in World Politics. 1977. [Traducción castellana: La sociedad anárquica. Un estudio sobre el orden en la política internacional. 2005.]
- Justice in international relations (1984) (1983-84 conferencias de Hagey)
- Intervention in World Politics. 1984.
- The Challenge of the Third Reich. 1986.